# Charles Kahudi
Charles Lombahe-Kahudi (* 19. Juni 1986 in Kinshasa, Zaire) ist ein ehemaliger französischer Basketballspieler kongolesischer Herkunft.

## Werdegang
Kahudi kam im Alter von vier Jahren mit seinen Eltern nach Frankreich und spielte zunächst Fußball. Er wuchs in der Region Picardie auf und spielte Basketball in Longueau. 2002 wechselte er in den Nachwuchsbereich von Cholet Basket. In der Saison 2004/05 gab er seinen Einstand in der höchsten französischen Spielklasse, Ligue Nationale de Basket. In Cholet gelang ihm der Durchbruch nicht, von 2006 bis 2008 stand der 1,99 Meter große Flügelspieler in Diensten des Zweitligisten ALM Evreux Basket Eure. Er ging 2008 in die erste Liga zurück, verstärkte in der Saison 2008/09 Jeanne d’Arc Dijon Basket und von 2009 bis 2015 Le Mans Sarthe Basket. In Le Mans erreichte Kahudi im Spieljahr 2015/15 seine Höchstwerte in der Liga, als er pro Partie 12,7 Punkte und 5,5 Rebounds erzielte. Er wurde mit Le Mans 2010 und 2012 französischer Vizemeister.
Der als Führungsperson und für seinen Kampfgeist bekannte Kahudi, der den Spitznamen „L’homme“ (deutsch: Der Mann) erhielt, wechselte 2015 zu ASVEL Lyon-Villeurbanne, der von seinem Freund Tony Parker als Präsident geführten Mannschaft. In der Saison 2015/16 gewann Kahudi mit ASVEL die französische Meisterschaft und wurde als bester Verteidiger der Liga ausgezeichnet. Er wurde ASVEL-Mannschaftskapitän. 2019 und 2021 kamen weitere Meistertitel sowie 2021 ebenfalls der Sieg im Pokalwettbewerb hinzu. Im ASVEL-Hemd spielte er in der Saison 2019/20 erstmals in der EuroLeague. Im Juni 2022 wurde Kahudi mit ASVEL wieder Meister, er selbst verpasste aber die Endphase der Saison wegen einer Knieverletzung. Anfang Juli 2025 gab Kahudi das Ende seiner Spielerlaufbahn bekannt.
Sein Bruder Henri war ebenfalls Berufsbasketballspieler.

### Nationalmannschaft
Kahudi errang 2004 mit Frankreichs U18-Nationalmannschaft die Bronzemedaille bei der Europameisterschaft. Mit der A-Nationalmannschaft wurde er 2013 Europameister, gewann 2011 EM-Silber, 2014 Bronze bei der Weltmeisterschaft und 2015 Bronze bei der Europameisterschaft. Er nahm mit Frankreich an den Olympischen Spielen 2016 teil. Während des olympischen Turniers kam er in sechs Spielen zum Einsatz und verbuchte Mittelwerte von zwei Punkten und 3,5 Rebounds je Begegnung.